# Songs from a Blackbird
Songs from a Blackbird es un álbum pop Folk, el segundo en solitario de la exmiembro del grupo pop M2M, Marion Raven, que se publicó en Noruega el 5 de abril de 2013 en formatos CD, LP y Digital. Esto después de 8 años de no editar un álbum completo inédito, precediendo al álbum debut en Asia y América  Here I Am y al álbum debut en Europa Set Me Free, así también reemplazando al álbum  Nevermore el cual fue cancelado por la compañía disquera Eleven Seven Music por razones aún desconocidas.
El álbum fue grabado en Oslo, Noruega a mediados del año 2011 y 2012, el álbum es producido por grandes productores noruegos, Even Ormestad y Thom Hell. El álbum contiene originalmente 11 canciones entre ellas 2 duetos uno con la cantante Lisa Miskovsky y otro con uno de los productores, Thom Hell, el álbum digital exclusivo de iTunes en Noruega contiene 4 bonus tracks entre ellos el sencillo 'Colors Turn to Grey' el cual cabe destacar ya estaba descartado para este álbum y fue regrabado especialmente para ser incluido como bonus track.
Este álbum a diferencia de sus producciones anteriores, está más orientado a la música de los años 70 como Fleetwood Mac, Cat Stevens y los Bee Gees. Este es el primer álbum que Raven editará en su propio sello discográfico llamado Blackbird Music, el cual fundó después de sus malas experiencias con grandes discográficas como Atlantic Records y Eleven Seven Music.

## Sencillos
El primer sencillo llamado Colors Turn to Grey fue editado en abril del 2012 bajo el sello discográfico noruego, Playroom Music, la canción fue puesta como sencillo solo para Noruega pero fue editado a través de iTunes en gran parte del mundo, poco después Raven deja Playroom para fundar su propio sello, el segundo sencillo del álbum y primero con su nuevo sello fue The Minute, que se editó el 11 de marzo de 2013 en iTunes en Noruega, el sencillo se ha colocado en las listas de popularidad de dicho país rápidamente, esto gracias a la reciente y creciente popularidad de Raven en su país después de participar en el reality show 'Hver Gang Vi Motes' el de más popularidad en Noruega con más 900.000 espectadores. El tercer sencillo para Songs From a Blackbird es Driving una canción pop melódico con letras y música muy 'pegajosas', Marion ha presentado el sencillo en TV y en sus presentaciones para los conciertos masivos organizados por la VG-Lista en diferentes ciudades de Noruega. 
Las fechas de salida del álbum en otros países aún no han sido reveladas, pero se sabe que Raven ha grabado varias canciones más las cuales podrían ser incluidas en alguna edición especial de songs From a Blackbird o bien, en el lanzamiento internacional de este mismo álbum.

## Lista de canciones
La edición en CD y LP, solo contienen los primeros 11 tracks, los 4 bonus tracks solo aparecen en la edición del álbum digital exclusivamente editado en Noruega.
| #   | Título                            | Autor(es)                                         | Duración |
| --- | --------------------------------- | ------------------------------------------------- | -------- |
| 1.  | "Start Over"                      | Marion Raven, Simone Larsen & Thom Hell           | 5:20     |
| 2.  | "Driving"                         | Marion Raven, Simone Larsen & Thomas Kongshavn    | 3:30     |
| 3.  | "The Minute"                      | Marion Raven, Borje Fjordheim                     | 4:02     |
| 4.  | "Home"                            | Marion Raven, Lisa Miskovsky                      | 3:34     |
| 5.  | "On Fire"                         | Marion Raven, Thomas Kongshavn & Kjetil R. Nilsen | 3:19     |
| 6.  | "Never Leave Me"                  | Marion Raven, Thom Hell                           | 4:09     |
| 7.  | "You And I"                       | Marion Raven, Aleksander With                     | 3:37     |
| 8.  | "Don't You"                       | Marion Raven                                      | 3:26     |
| 9.  | "Prove Me Wrong"                  | Marion Raven, Lene Marlin                         | 3:44     |
| 10. | "Rest Your Head"                  | Marion Raven, Thom Hell                           | 3:36     |
| 11. | "Safe And Sound"                  | Marion Raven, Thom Hell                           | 3:48     |
|     | Bonus Tracks para iTunes Noruega: |                                                   |          |
| 12. | "All Lies"                        | Marion Raven, Aleksander With & Tommy Kristiansen | 3:26     |
| 13. | "Comfort You"                     | Marion Raven, Lisa Miskovsky                      | 2:49     |
| 14. | "Hush"                            | Marion Raven                                      | 3:15     |
| 15. | "Colors Turn to Grey"             | Kurt Nilsen, Jørn Dahl & Eirik Gronner            | 3:12     |

Canciones que quedaron fuera del álbum solo se conoce una tercera coescrita con Lisa Miskovsky titulada Gasoline.

## Posicionamiento
Actualmente el álbum Songs from a Blackbird se encuentra en la posición #31 en el chart oficial de Noruega la VG-lista, el álbum logró posicionarse anteriormente en el #5 y #9 pero su posición más alta fue el #3.
Recientemente raven se presentó con su sencillo 'The Minute' en el concierto anual organizado por la VG-lista el VG Lista Topp 20 edición 2013, también apareció en ste mismo escenario como invitada especial de la banda 'CC Cowboys' en la canción 'Sindere I Somersol', otros invitados en este concierto masivo es mismo día que se presentó Raven son  Loreen y The Wanted entre otros Jason Derülo.

### Listas semanal
| Listas (2013)      | Posición |
| ------------------ | -------- |
| Noruega (VG-lista) | 3        |

### Presentaciones
Actualmente, Raven se encuentra promocionando su material discográfico en su natal Noruega, y debido a su reciente y creciente popularidad Marion Ravn como se le conoce en su país, se encuentra de gira en el mismo, tendrá presentaciones en el mes de octubre en Stryn, Drammen, Moss, Nøtterøy y en su ciudad natal Lørenskog, otras presentaciones incluyen en diciembre a la ciudad de Hamar y en enero de 2014 en el Parkteateret, en Oslo.

### Lanzamiento Internacional
Recientemente se ha dado a conocer información que indica que el álbum Songs from a Blackbird será reeditado por EPIC Records en todo el mundo de manera digital primero, y también en formatos CD y LP en Alemania, Suiza y Austria, más lanzamientos del formato físico se darán a conocer próximamente de acuerdo con Raven, esta nueva versión contendrá una mezcla de canciones de la primera edición de "Songs from a Blackbird" editado en 2013 exclusivamente para Noruega, y algunas más completamente nuevas pertenecientes al nuevo álbum "Scandal", la nueva versión saldrá el 8 de agosto de este año a través de EPIC y Sony Music. Cabe resaltar que la nueva edición de Songs from a Blackbird saldrá bajo el nombre internacional de Marion, "Marion Raven" ya que en Noruega ella usó su nombre real "Marion Ravn". El primer sencillo internacional a promocionar será "The Minute" y saldrá el 25 de julio.
Tack List 2014
| N.º | Título                            | Duración |  |
| 1.  | «The Minute»                      | 4:02     |  |
| 2.  | «Driving»                         | 3:29     |  |
| 3.  | «Scandal»                         | 4:03     |  |
| 4.  | «Better Than This»                | 3:47     |  |
| 5.  | «Home» (featuring Lisa Miskovsky) | 3:34     |  |
| 6.  | «Colors Turn To Grey»             | 3:15     |  |
| 7.  | «In Dreams»                       | 4:02     |  |
| 8.  | «Never Gonna Get It»              | 4:42     |  |
| 9.  | «Running»                         | 3:30     |  |
| 10. | «On Fire»                         | 3:17     |  |
| 11. | «Never Leave Me»                  | 4:09     |  |
| 12. | «When You Come Around»            | 3:44     |  |

| iTunes Bonus Tracks |              |          |  |
| N.º                 | Título       | Duración |  |
| 13.                 | «Start Over» | 5:19     |  |
| 14.                 | «You And I»  | 3:36     |  |
| 15.                 | «Don't You»  | 3:26     |  |

El lanzamiento del álbum digital en iTunes estaba previsto para el día 8 de agosto, pero en las tiendas digitales aparece como disponible para el día 5 de agosto, la preventa del álbum ya está disponible en la mayoría de los países con iTunes store.